# Quận Rutherford, North Carolina
Quận Rutherford là một quận nằm ở tiểu bang Bắc Carolina.  Tại thời điểm năm 2000, quận có dân số 62.899 người. Quận lỵ đóng ở Rutherfordton6.
Quận được lập năm 1779 từ phần phía tây của quận Tryon.  Quận đã được đặt tên theo Griffith Rutherford, lãnh đạo của cuộc đấu tranh chống Cherokee năm 1776.

## Địa lý
Theo Cục điều tra dân số Hoa Kỳ, quận có tổng diện tích 566 square miles (1.466 km²), trong đó, 564 dặm Anh vuông (1.461 km²) là diện tích đất và 2 dặm Anh vuông (5 km²) trong tổng diện tích (0,31%) là diện tích mặt nước.

### Các quận giáp ranh
- Quận McDowell, Bắc Carolina - Bắc
- Quận Burke, Bắc Carolina - Bắc-đông bắc
- Quận Cleveland, Bắc Carolina - Đông
- Quận Cherokee, Nam Carolina - Nam-đông nam
- Quận Spartanburg, Nam Carolina - Nam-tây nam
- Quận Polk, Bắc Carolina - Tây nam
- Quận Henderson, Bắc Carolina - Tây
- Quận Buncombe, Bắc Carolina - Tây bắc

## Thông tin nhân khẩu
Theo cuộc điều tra dân số2 tiến hành năm 2000, quận này có dân số 62.899 người, 25.191 hộ, và 17.935 gia đình sinh sống trong quận này. Mật độ dân số là 112 người trên mỗi dặm Anh vuông (43/km²). Đã có 29.535 đơn vị nhà ở với một mật độ bình quân là 52 trên mỗi dặm Anh vuông (20/km²).  Cơ cấu chủng tộc của dân cư sinh sống tại quận này gồm 86,79% người da trắng, 11,23% người da đen hoặc người Mỹ gốc Phi, 0,20% người thổ dân châu Mỹ, 0,33% người gốc châu Á, 0,03% người các đảo Thái Bình Dương, 0,67% từ các chủng tộc khác, và 0,74% từ hai hay nhiều chủng tộc.  1,81% dân số là người Hispanic hoặc người Latin thuộc bất cứ chủng tộc nào.
Có 25.191 hộ trong đó có 30,00% có con cái dưới tuổi 18 sống chung với họ, 55,40% là những cặp kết hôn sinh sống với nhau, 11,70% có một chủ hộ là nữ không có chồng sống cùng, và 28,80% là không gia đình. 25,50% trong tất cả các hộ gồm các cá nhân và 11,10% có người sinh sống một mình và có độ tuổi 65 tuổi hay già hơn.  Quy mô trung bình của hộ là 2,44 còn quy mô trung bình của gia đình là 2,90,
Phân bố độ tuổi của cư dân sinh sống trong huyện là 23,80% dưới độ tuổi 18, 8,00% từ 18 đến 24, 27,90% từ 25 đến 44, 24,30% từ 45 đến 64, và 16,00% người có độ tuổi 65 tuổi hay già hơn.  Độ tuổi trung bình là 38 tuổi. Cứ mỗi 100 nữ giới thì có 93,00 nam giới. Cứ mỗi 100 nữ giới có độ tuổi 18 và lớn hơn thì, có 89,60 nam giới.
Thu nhập bình quân của một hộ ở quận này là $31.122, và thu nhập bình quân của một gia đình ở quận này là $37.787, Nam giới có thu nhập bình quân $28,890 so với mức thu nhập $21.489 đối với nữ giới. Thu nhập bình quân đầu người của quận là $16,270, Khoảng 10,40% gia đình và 13,90% dân số sống dưới ngưỡng nghèo, bao gồm 18,30% những người có độ tuổi 18 và 13,80% là những người 65 tuổi hoặc già hơn.

### Các thị trấn
Quạn có 14 xã: Camp Creek, Chimney Rock, Colfax, Cool Spring, Duncans Creek, Gilkey, Golden Valley, Green Hill, High Shoals, Logan Store, Morgan, Rutherfordton, Sulphur Springs, và Union.